# Conospermum taxifolium
Conospermum taxifolium är en tvåhjärtbladig växtart som beskrevs av C. F. Gaertner. Conospermum taxifolium ingår i släktet Conospermum och familjen Proteaceae. Inga underarter finns listade i Catalogue of Life.